# Filtro de pacotes
Filtro de pacotes é um conjunto de regras que analisam e filtram pacotes enviados por redes distintas de comunicação. O termo se popularizou a partir dos anos 90, época que surgiram as primeiras implementações comerciais (ex: TIS, ipfw, Cisco Systems, Checkpoint, NAI) baseadas na suíte de protocolos TCP/IP.
Um filtro de pacotes pode elevar o nível de segurança de uma rede por fazer a filtragem nas camadas 3 e 4 do protocolo TCP/IP, ou seja, nos cabeçalhos do IP e dos protocolos da camada de transporte utilizados (TCP, UDP e outros). Como qualquer informação que entra ou sai de uma rede TCP/IP, obviamente, estará dentro de um pacote IP, o filtro de pacotes poderá bloquear a entrada (ou saída) dessa informação. Apesar disso, não devemos encarar o filtro de pacotes como 100% eficaz ou pensar que, só pela sua existência, uma rede estará totalmente segura e não poderá ser comprometida.
As ameaças são muitas, e devemos sempre nos precaver contra intrusos, não importando a sua origem: rede externa, rede interna ou dial-ups. Normalmente, o filtro de pacotes diferencia quem pode e quem não pode acessar alguma máquina ou serviço, analisando o IP origem, o destino, e o serviço a ser acessado. Ele não provê nenhum tipo de serviço de autenticação de usuário, por exemplo. Portanto, ele deve ser considerado como uma parte de um sistema de proteção, e não como o sistema de proteção por si só.